# Selenia nubilunaria
Selenia nubilunaria là một loài bướm đêm trong họ Geometridae.